# Nedum Onuoha
Chinedum "Nedum" Onuoha (nascut el 12 de novembre de 1986 a Warri, Nigèria) és un futbolista anglès d'origen nigerià. Actualment juga de defensa pel Queens Park Rangers.